# La Costa (Santanyí)
La Costa és un llogaret situat al terme de Santanyí, a Mallorca. Està situat entre l'Alqueria Blanca i el Santuari de la Mare de Déu de Consolació. Consta de pocs habitants, i té una capella situada a la possessió del seu mateix nom. No se sap molt d'aquest llogaret, però el que se sap és que el llogaret comptava amb un mestre i amb les monges Franciscanes filles de la misericòrdia.